# Cabeço do João Homem
O Cabeço do João Homem é uma elevação portuguesa localizada no concelho da Madalena, ilha do Pico, arquipélago dos Açores.
Este acidente geológico tem o seu ponto mais elevado a 735 metros de altitude acima do nível do mar. Nas proximidades desta formação encontra-se o Cabeço António da Costa.